# Nicola Porcella
Nicola Emilio Porcella Solimano (Lima, 5 de febrero de 1988) es una personalidad de televisión, actor y exfutbolista peruano. Se dio a conocer por sus participaciones en los programas de telerrealidad Esto es guerra y La casa de los famosos México.

## Biografía

### Primeros años
Porcella nació en la ciudad de Lima, el 5 de febrero de 1988, hijo de Fiorella Solimano Freyre y Francisco Porcella Risso, ambos limeños. Gracias a la ascendencia italiana de sus padres cuenta con la ciudadanía de dicho país. Es el menor de dos hermanos.
Estudió la primaria en el Colegio Carmelitas y posteriormente, cursó los primeros años de secundaria en Argentina donde comenzó a practicar fútbol. Tras estar un tiempo en ese país, retornó a Perú para terminar sus estudios en el Colegio Agnus Dei.

### Carrera deportiva
Nicola se formó desde adolescente en la división de menores del Circolo Sportivo Italiano, equipo donde ganó torneos de su categoría como la Copa de la Amistad y Copa Adeclub.
En 2006, debutó profesionalmente en el FBC Melgar. En 2008, fue fichado como nuevo refuerzo del club de fútbol Deportivo Municipal, que militaba en la segunda división.
Tras no renovar con Municipal, se integró al club de fútbol Sport Boys en la categoría sub-17, inicialmente en el equipo de reserva, donde destacó como delantero. Durante su carrera futbolística, Nicola ya dominaba el regate mientras participaba en el torneo local, llegando a meter goles, entre ellos, destaca su gol ante Universidad San Marcos como jugador del equipo edil.
Sin embargo, para 2010, decidió retirarse del fútbol para trabajar como tripulante de cabina. Su imagen fue popularizada posteriormente en campañas mediáticas del equipo chalaco del cual él se ha declarado admirador. Tiempo después, incursionó como piloto de aviación, hasta entrar a la televisión.

### Carrera televisiva
A lo paralelo con su oficio deportivo, ingresó públicamente por primera vez en la televisión como cameo en la serie Así es la vida allá por 2006. Años más tarde en 2011, ingresa al programa concurso Very verano como parte del staff de  modelos, para luego participar en el programa Canta si puedes.
Meses después, ingresó como postulante al reality show Combate, donde estuvo en la segunda temporada por poco tiempo.
Al año siguiente, en 2012, alcanzó la fama tras ser participante del programa de telerrealidad Esto es guerra. Fue el primer concursante que ganó el programa al lado de su expareja sentimental, la exestrella de telerrealidad y presentadora peruana Angie Arizaga y obtuvo el título de «Mejor guerrero» en la temporada de 2014 por la producción del programa. Se consolidó en temporadas posteriores para América Televisión, en el rol de capitán histórico del equipo Las Cobras, y como mayor referente para niños, niñas y adolescentes peruanos en el reporte de ConcorTV de 2014 por su carácter aguerrido. Como imagen de la farándula peruana fue presentador en varios eventos de discotecas y quinceañeros.
En 2013, participó como invitado en la miniserie peruana Vacaciones en Grecia como Stefano Ricchi. En 2014, participó en la versión peruana del programa de televisión Sabes más que un niño de primaria, en el cual acertó todas las preguntas. También entró como «soltero codiciado» para la versión local de The Choice. Además, ingresó a la coconducción en la temporada de verano del programa de televisión Estás en todas junto a Jaime «Choca» Mandros y Sheyla Rojas. En 2016, volvió a conducir el programa, y en 2017 fue anunciado como presentador permanente.
En 2015, mientras trabajó a lo paralelo con Esto es guerra, tuvo una participación especial en la telenovela Ven, baila, quinceañera como Piero del Campo. En simultáneo, recibió clases de actuación con el actor Ramón García.
En ese mismo año, debutó como presentador en el reality show Esto es guerra Teens junto a Yaco Eskenazi. En 2016, tuvo una participación especial en el programa El búnker de la emisora peruana Onda Cero al lado de Rafael Cardozo, donde se mantuvo hasta 2018.
En 2018, fue incluido en el elenco de la telenovela Te volveré a encontrar como Nicolás Valdemar, su segunda actuación para la productora ProTV. Después de 7 años, en 2019, Nicola renunció a América y firmó contrato con Latina Televisión. En el canal formó parte de la conducción del programa televisivo Todo por amor, donde compartió la conducción junto con la exanimadora infantil Karina Rivera.
En 2020, tras estar en residencia en el Perú viajó a México, para formar parte del reality show de ese país Guerreros de Televisa, donde su rendimiento le posicionó entre los 10 mejores concursantes de la primera temporada, con el 54% de victorias en las pruebas, ese mismo año obtuvo la ciudadanía mexicana.
En 2021, fue convocado como líder de la delegación peruana de Esto es guerra para enfrentarse a su programa similar de Puerto Rico, donde perdió su equipo ante el equipo local. En ese año, volvió a conducir en su programa web El show de los sábados junto con el actor Miguel Vergara. Posteriormente, regresó a la segunda temporada de Guerreros. En septiembre de ese año, se unió al equipo del reality mexicano mencionado para enfrentar a su contraparte peruana visitante, Esto es guerra, donde finalmente, ganó su equipo. En 2022 volvió a la actuación para la cadena mexicana, además de su participación en la tercera temporada del programa Reto 4 elementos. Seguidamente, condujo un programa en la plataforma YouTube, en el que realiza entrevistas a varios personajes de la farándula peruana e internacional.
Luego en 2023, se incluye al reparto de participantes del programa de telerrealidad La casa de los famosos México, transmitido por los canales de TelevisaUnivision: Las Estrellas, Canal 5 y el servicio de streaming hispano Vix. Al año siguiente, fue convocado por la misma empresa para participar en la telenovela El amor no tiene receta y conducir el magacín Hoy.

### Otras participaciones
En 2014, Nicola fue incluido como imagen de su propia marca de ropa N12. En 2015, junto a Rafael Cardozo fundaron la productora Corona Producciones sin éxito. Entre 2022 y 2023, fue conductor del programa Habla kausa en Radio Karibeña. En 2025, fue designado copresidente de Persas FC, club de fútbol de Andy Merino que participa en la Américas Kings League. Con el club, participó en un partido de fútbol en el que anotó un gol de penalti.

## Vida personal
Porcella tiene un hijo nacido en 2012, fruto de su relación con Francesca Lazo.

## Controversias

### CasoFiesta del horror
A inicios de 2019, Nicola fue protagonista de un escándalo mediático en Asia, al sur de Lima, junto con Farruk Guillén y la modelo venezolana Alexandra Méndez, en la llamada Fiesta del horror, en donde drogaron a la exreina de belleza Claudia Meza y a la personalidad televisiva argentina Paula «Polly» Ávila, que estuvieron en ese evento controversial. Debido su naturaleza delictiva del evento, la noticia estuvo en la portada de los medios locales.
Debido a ese incidente, fue separado del reality show Esto es guerra y del programa televisivo Estás en todas hasta solucionarse el problema. Posteriormente, fue invitado dos veces al programa televisivo El valor de la verdad, conducido por el periodista Beto Ortiz, para negar la responsabilidad de los hechos de esa fiesta.
Meses después, en 2019, Nicola retomó su trabajo brevemente como coconductor de Estás en todas y su participación en Esto es guerra. En ese año, Porcella demandó a la presentadora de espectáculos Magaly Medina por haberlo difamado en uno de sus reportajes, donde finalmente ganó el juicio mediante la Fiscalía de su país. Sin embargo, en 2021, la sentencia a Medina fue anulada por falta de pruebas.

### Acusaciones de violencia por Angie Arizaga
En julio de 2015, se realizó una denuncia pública por su expareja, la estrella de telerrealidad peruana Angie Arizaga por maltrato físico y psicológico según un reportaje del programa televisivo Magaly de Latina Televisión, donde la modelo fue invitada a realizar sus declaraciones.
A pesar de la cobertura del canal 4 para aumentar las expectativas de la audiencia a partir de las acusaciones, aquella denuncia costó a Porcella junto con Angie la separación del reality donde trabajaba hasta encontrar una solución pacífica. La productora Mariana Ramírez del Villar señaló que la separación fue temporal al ser tema mediático de programas de espectáculos. Posteriormente, Nicola aceptó la invitación para el programa El valor de la verdad, donde admitió públicamente que cometió maltrato verbal. En septiembre de ese año, se archivó el caso de agresión por falta de pruebas, y en 2016 ambos regresaron al programa de competencias.
Ya alejado de la televisión peruana, en 2021 pidió disculpas oficialmente por lo sucedido a Arizaga, que se escenificó en el segmento La academia: desafío y fama.

### Mal comportamiento laboral
Durante su participación en Esto es guerra, Porcella recibió advertencias por su mal comportamiento y por protagonizar discusiones con la producción. Debido a eso, Porcella fue suspendido en varias ocasiones del reality show por tiempo indefinido: en 2015 durante las grabaciones de Esto es guerra Teens, en 2016 por insultos, y en 2019 por evidencias de hacer trampa. En 2020, la productora ProTV lo retiró de la promoción de la telenovela Te volveré a encontrar.

## Teatro
| Teatro | Teatro     | Teatro  | Teatro          | Teatro       | Teatro      | Teatro            |
| Año    | Obra       | Género  | Personaje       | Dirección    | Producción  | País              |
| ------ | ---------- | ------- | --------------- | ------------ | ----------- | ----------------- |
| 2024   | Aventurera | Musical | Pacomio / Mario | Eric Morales | Juan Osorio | Bandera de México |

## Televisión

### Series y telenovelas
| Ficciones | Ficciones                   | Ficciones                                         | Ficciones                                  | Ficciones          | Ficciones         | Ficciones |
| Año       | Programas                   | Personaje                                         | Notas                                      | Canal              | País              | Ref.      |
| --------- | --------------------------- | ------------------------------------------------- | ------------------------------------------ | ------------------ | ----------------- | --------- |
| 2006      | Así es la vida              | Olaf                                              | Invitado especial                          | América Televisión | Bandera de Perú   |           |
| 2013      | Vacaciones en Grecia        | Stefano Ricchi                                    | Papel recurrente                           | América Televisión | Bandera de Perú   | [ 85 ]    |
| 2013      | Al fondo hay sitio          | Él mismo                                          | Invitado especial                          | América Televisión | Bandera de Perú   |           |
| 2015-2018 | Ven, baila, quinceañera     | Piero José del Campo Galleti                      | Elenco principal (1–3 temporada)           | América Televisión | Bandera de Perú   | [ 86 ]    |
| 2019      | Los Vílchez                 | Piero José del Campo Galleti                      | Material de archivo (1 episodio)           | América Televisión | Bandera de Perú   |           |
| 2020      | Te volveré a encontrar      | Nicolás Valdemar Ferrara / Nicolás Venero Ferrara | Elenco principal                           | América Televisión | Bandera de Perú   | [ 87 ]    |
| 2021      | La academia: Desafío y fama | Él mismo                                          | Invitado especial                          | América Televisión | Bandera de Perú   | [ 88 ]    |
| 2022      | Al fondo hay sitio          | Él mismo                                          | Participación especial (con Angie Arizaga) | América Televisión | Bandera de Perú   |           |
| 2022      | Travesuras de la niña mala  | Esposo de Mariposa                                | 1 episodio                                 | Vix                | Bandera de México |           |
| 2024      | El amor no tiene receta     | Kenzo Figueroa                                    | Elenco principal                           | Las Estrellas      | Bandera de México | [ 89 ]    |
| 2025      | Amanecer                    | Camilo Palacios                                   | Elenco principal                           | Las Estrellas      | Bandera de México | [ 90 ]    |

### Programas
| Programas | Programas                                       | Programas                       | Programas                                        | Programas                     | Programas                                     | Programas |
| Año       | Programa                                        | Rol                             | Notas                                            | Canal                         | País                                          | Ref.      |
| --------- | ----------------------------------------------- | ------------------------------- | ------------------------------------------------ | ----------------------------- | --------------------------------------------- | --------- |
| 2011      | Very verano                                     | Modelo                          | Varios programas                                 | América Televisión            | Bandera de Perú                               | [ 16 ]    |
| 2011      | Canta si puedes                                 | Participante                    | 1 programa                                       | América Televisión            | Bandera de Perú                               |           |
| 2011      | Combate                                         | Postulante                      | Equipo Verde                                     | América Televisión            | Bandera de Perú                               |           |
| 2013      | Dr. TV                                          | Invitado especial               | 1 programa                                       | América Televisión            | Bandera de Perú                               |           |
| 2013      | Minuto para ganar VIP                           | Participante                    | 1 programa                                       | América Televisión            | Bandera de Perú                               |           |
| 2014      | ¿Sabes más que un niño de primaria?             | Participante                    | 1 programa                                       | América Televisión            | Bandera de Perú                               | [ 28 ]    |
| 2014      | The Choice                                      | Participante                    | Soltero codiciado                                | América Televisión            | Bandera de Perú                               |           |
| 2014      | Gisela, el gran show                            | Participante invitado           | Imitador de Luis Miguel                          | América Televisión            | Bandera de Perú                               |           |
| 2015      | Esto es guerra Teens                            | Conductor                       | Varios programas                                 | América Televisión            | Bandera de Perú                               |           |
| 2016      | Estás en todas                                  | Conductor Invitado              |                                                  | América Televisión            | Bandera de Perú                               | [ 30 ]    |
| 2018      | Mi mamá cocina mejor que la tuya                | Concursante                     |                                                  | América Televisión            | Bandera de Perú                               |           |
| 2019      | El valor de la verdad                           | Participante                    |                                                  | Frecuencia Latina             | Bandera de Perú                               |           |
| 2012-2019 | Esto es guerra                                  | Participante                    | Capitán de las Cobras / Capitán de los Guerreros | América Televisión            | Bandera de Perú                               |           |
| 2017-2019 | Estás en todas                                  | Conductor                       | 3 temporadas                                     | América Televisión            | Bandera de Perú                               | [ 91 ]    |
| 2020      | Todo por amor                                   | Conductor                       | 1 temporada                                      | Frecuencia Latina             | Bandera de Perú                               |           |
| 2020      | Guerreros 2020                                  | Participante                    | Capitán de las Cobras                            | Canal 5                       | Bandera de México                             | [ 92 ]    |
| 2020      | Hoy                                             | Participación especial          | Varios programas                                 | Las Estrellas                 | Bandera de México                             |           |
| 2021      | Guerreros 2021                                  | Participante                    | Capitán de los Leones                            | Canal 5                       | Bandera de México                             | [ 93 ]    |
| 2021      | Guerreros, Esto es guerra: Perú vs. Puerto Rico | Participante                    | Capitán del Equipo Perú                          | América Televisión            | Bandera de Perú                               |           |
| 2021      | Guerra México vs. Perú                          | Participante                    | Capitán de Equipo México                         | América Televisión / Canal 5  | Bandera de Perú · Bandera de México           |           |
| 2022      | Reto 4 elementos: Naturaleza Extrema            | Participante                    | Equipo Fitness                                   | Canal 5                       | Bandera de México                             | [ 49 ]    |
| 2023      | La casa de los famosos: México                  | Concursante                     | 2do lugar                                        | Las Estrellas                 | Bandera de México                             | [ 94 ]    |
| 2023      | ¿Quién es la máscara?                           | Concursante                     | Pixel Boy                                        | Las Estrellas                 | Bandera de México                             | [ 95 ]    |
| 2023      | La guarida del infierno                         |                                 | 1 episodio                                       | Canal 5                       | Bandera de México                             |           |
| 2023      | La jugada                                       | Comentarista deportivo invitado |                                                  | Las Estrellas / Univisión     | Bandera de México · Bandera de Estados Unidos |           |
| 2023      | Humor sin barreras                              | Invitado                        |                                                  | Distrito Comedia              | Bandera de México                             |           |
| 2023      | República deportiva                             | Comentarista deportivo invitado |                                                  | Univisión                     | Bandera de Estados Unidos                     |           |
| 2024      | La casa de los famosos: México                  | Panelista                       |                                                  | Las Estrellas / Canal 5 / Vix | Bandera de México                             |           |
| 2024      | Soltero cotizado                                | Protagonista                    |                                                  | Canal 5 / Univisión           | Bandera de México · Bandera de Estados Unidos |           |
| 2024      | Bola de locos                                   | Participación especial          |                                                  | Las Estrellas                 | Bandera de México                             |           |
| 2024-2025 | Qué buena hora                                  | Conductor                       |                                                  | Unicable                      | Bandera de México                             |           |
| 2024-2025 | Hoy                                             | Conductor                       |                                                  | Las Estrellas                 | Bandera de México                             | [ 96 ]    |

## Radio
| Año        | Radio     | Sintonía | Programa    | Rol         | País            | Ref.   |
| ---------- | --------- | -------- | ----------- | ----------- | --------------- | ------ |
| 2016 -2018 | Onda Cero | 98.1 FM  | El búnker   | Presentador | Bandera de Perú | [ 38 ] |
| 2022 -2023 | Karibeña  | 94.9 FM  | Habla kausa | Presentador | Bandera de Perú | [ 55 ] |

## Programas web
| Programas | Programas                 | Programas             | Programas         | Programas         | Programas |
| Año       | Programa                  | Rol                   | Canal             | País              | Ref.      |
| --------- | ------------------------- | --------------------- | ----------------- | ----------------- | --------- |
| 2021      | El show de los sábados    | Conductor y productor | YouTube           | Bandera de Perú   | [ 97 ]    |
| 2022      | Grado 33                  | Conductor             | YouTube           | Bandera de Perú   |           |
| 2023      | Teletón México 2023       | Conductor digital     | YouTube           | Bandera de México |           |
| 2024      | Sin calzones              | Conductor             | YouTube / Spotify | Bandera de México |           |
| 2024      | En vivo con tarjeta plata | Conductor             | TikTok            | Bandera de México |           |

## Eventos
- 2025: Embajador de la 13a Carrera Kardias
- 2025: Embajador Fraiche
- 2024: Embajador de la 12a carrera Kardias
- 2024: Rey del Espectáculo en el Carnaval de la Alegría Campeche 2024
- 2024: Presentador de los Premios TikTok Awards 2023
- 2024: Jurado del certamen de belleza Miss Tuxpan
- 2023: Gira Sendero
- 2021: Jurado del concurso Buscando la Mamacita del Barrio 2021

## Premios y nominaciones
| Lista de premios y nominaciones | Lista de premios y nominaciones | Lista de premios y nominaciones | Lista de premios y nominaciones | Lista de premios y nominaciones | Lista de premios y nominaciones | Lista de premios y nominaciones |
| Año                             | Premios                         | Categoría                       | Trabajo                         | Rol                             | Resultado                       | País                            |
| ------------------------------- | ------------------------------- | ------------------------------- | ------------------------------- | ------------------------------- | ------------------------------- | ------------------------------- |
| 2024                            | Micrófono de Oro                | Revelación                      | Que buena hora / Hoy            | Conductor                       | Ganador                         | Bandera de México               |
| 2024                            | Socialiteen Awards              | Actor del año                   | El amor no tiene receta         | Kenzo Figueroa                  | Ganador                         | Bandera de México               |
| 2024                            | Socialiteen Awards              | Fashionista del año             |                                 | El mismo                        | Nominado                        | Bandera de México               |
| 2024                            | Socialiteen Awards              | Fandom del año                  |                                 | El mismo                        | Nominado                        | Bandera de México               |
| 2023                            | Socialiteen Awards              | Revelación digital              | TikTok                          | El mismo                        | Ganador                         | Bandera de México               |
| 2023                            | Socialiteen Awards              | Fandom del año                  |                                 | El mismo                        | Ganador                         | Bandera de México               |
| 2018                            | En boca de todos                | Rostro masculino más bello      |                                 |                                 | Ganador                         | Bandera de Perú                 |
| 2013                            | Al aire                         | Rostro masculino más bello      |                                 |                                 | Ganador                         | Bandera de Perú                 |
| 2012                            | Al aire                         | Rostro masculino más bello      |                                 |                                 | Ganador                         | Bandera de Perú                 |

### Equipos
| Año       | Equipo de fútbol          | Notas                | País | Ref. |
| --------- | ------------------------- | -------------------- | ---- | ---- |
| 2001–2005 | Circolo Sportivo Italiano | Defensor y delantero | Perú |      |
| 2006–2007 | FBC Melgar                | Defensor y delantero | Perú |      |
| 2008–2009 | Deportivo Municipal       | Defensor y delantero | Perú |      |
| 2010      | Sport Boys                | Defensor y delantero | Perú |      |
| 2025      | Persas FC                 | Copresidente         | Perú |      |

## Distinciones

### Campeonatos ganados
| Año  | Torneo             | País | Ref. |
| ---- | ------------------ | ---- | ---- |
| 2001 | Copa de la Amistad | Perú |      |
| 2002 | Copa Adeclub       | Perú |      |